# Odostomia duureni
Odostomia duureni is een slakkensoort uit de familie van de Pyramidellidae. De wetenschappelijke naam van de soort is voor het eerst geldig gepubliceerd in 1998 door van Aartsen, Gittenberger & Goud.